# Лиозненский сельсовет
Лиозненский сельсовет — административная единица на территории Лиозненского района Витебской области Республики Беларусь.

## Состав
Лиозненский сельсовет включает 41 населённый пункт:
- Адаменки — агрогородок.
- Альховик — деревня.
- Ацковая — деревня.
- Боровая — деревня.
- Бояры — деревня.
- Буи — деревня.
- Бычково — деревня.
- Великое Село — деревня.
- Дрозды — деревня.
- Дубровка — деревня.
- Заболотье — деревня.
- Замошье — деревня.
- Заольша — деревня.
- Заольша — посёлок.
- Зубки — агрогородок.
- Зуи — деревня.
- Клевцы — деревня.
- Конашково — деревня.
- Красыни — деревня.
- Низы — деревня.
- Новоротье — деревня.
- Осиповщина — деревня.
- Поддубье — деревня.
- Пронское — деревня.
- Пунище — деревня.
- Пушки — агрогородок.
- Пыжи — деревня.
- Свирбы — деревня.
- Слабода — деревня.
- Смородино — деревня.
- Станиславово — деревня.
- Старины — деревня.
- Стасево — агрогородок.
- Сутоки — деревня.
- Уно — деревня.
- Черницы — деревня.
- Черноручье — деревня.
- Шарики — деревня.
- Шахи — деревня.
- Шеркино — деревня.
- Шумщина — деревня.

Упразднённые населённые пункты:
- Вагоровщина — деревня[2].